# 푸둥 축구장
푸동축구장은 중국 상하이에 위치한 축구 경기장이다. 2020년 10월 31일에 완공 되었다. 현재 중국 슈퍼리그의 상하이 하이강의 홈구장으로 사용되고이다. 이 경기장은 33,765 명의 관중을 수용할 수 있다.

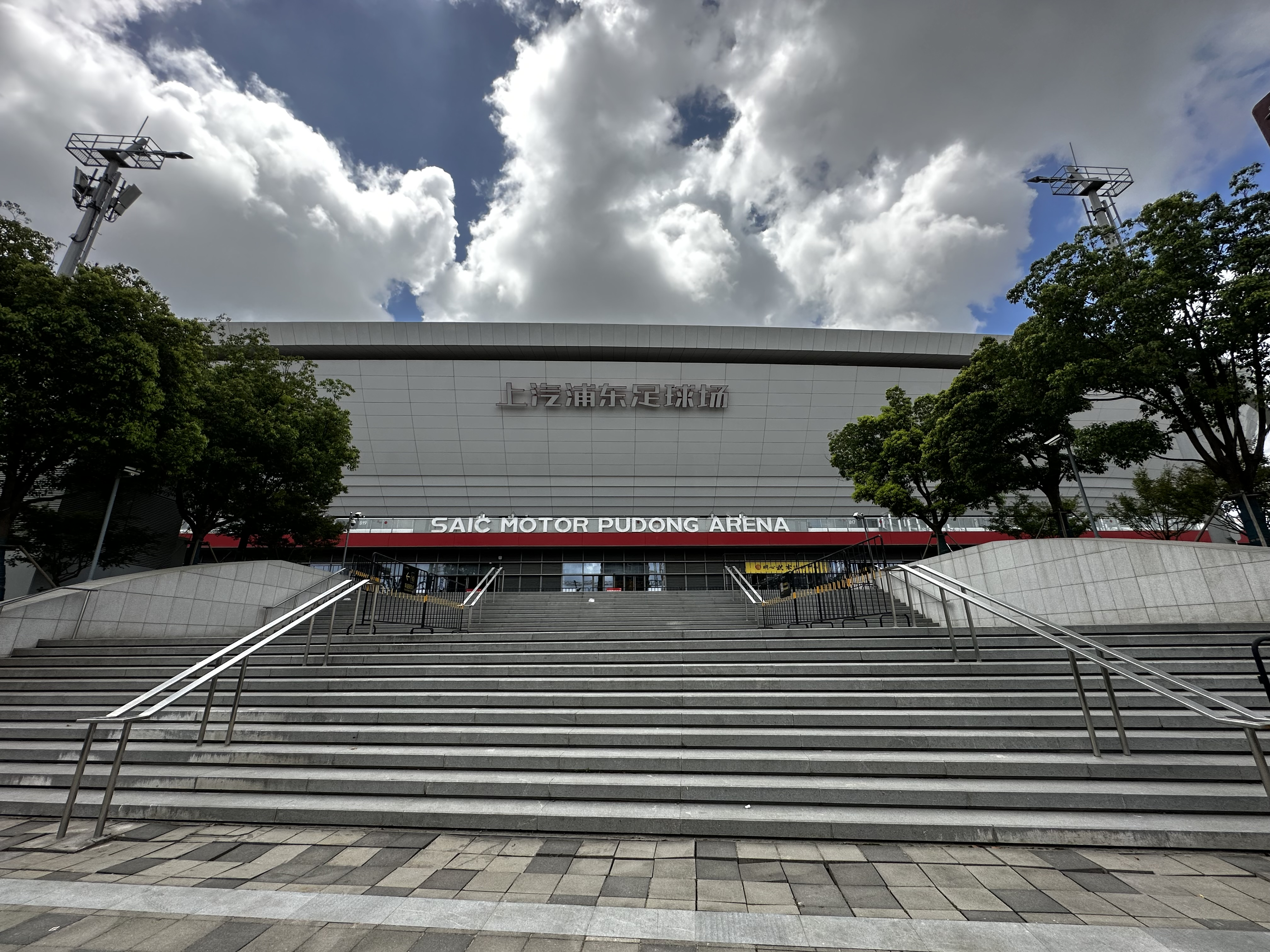

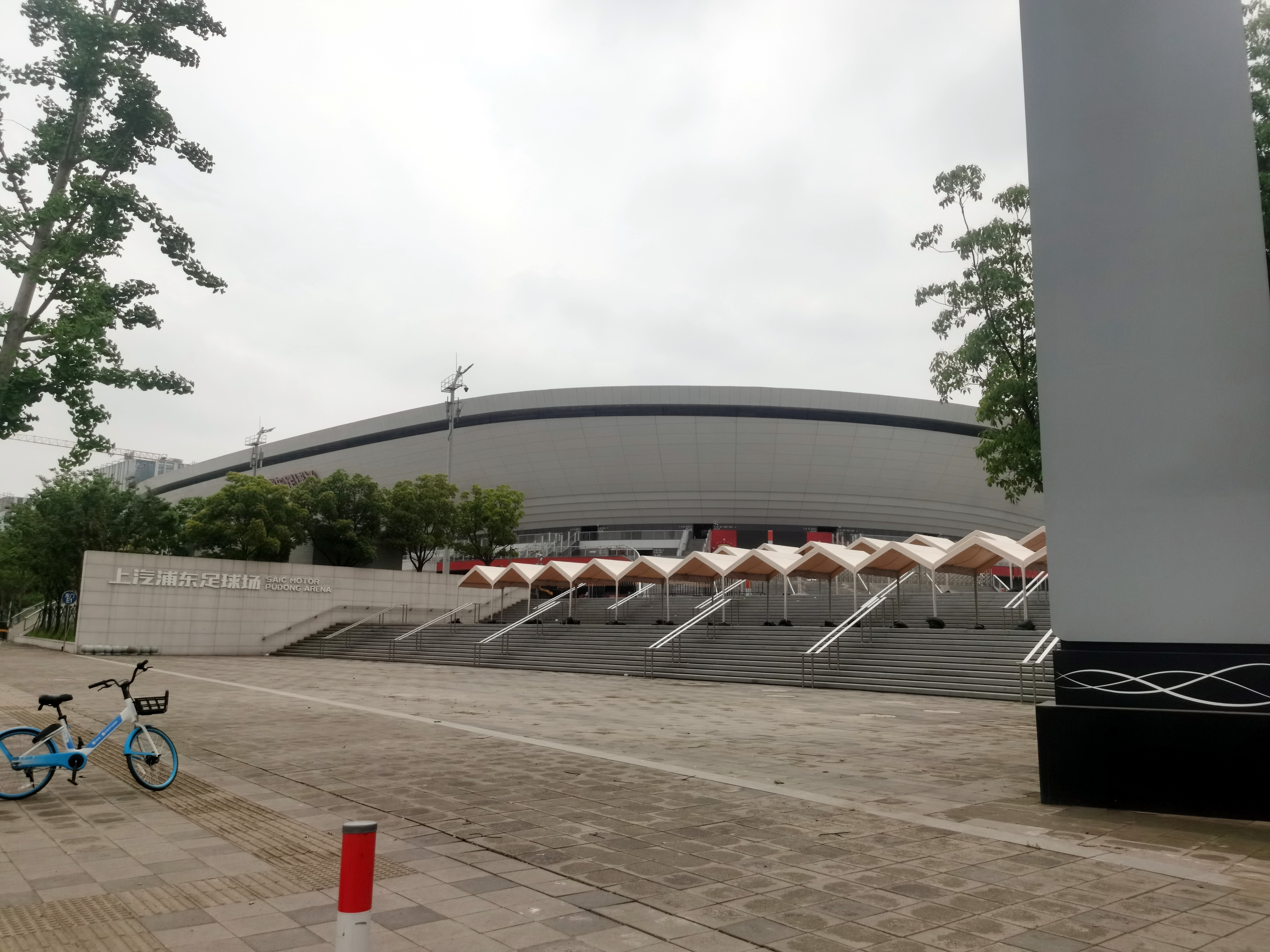

## 건설
2018년 4월 28일에 경기장의 공사가 착공되었다. 이 경기장의 흰색 금속 외관 디자인은 중국 도자기 그릇을 연상시킨 것이다.

## 행사
푸동축구장에서 2023년 AFC 아시안컵의 결승전과 준결승전이 열리게 될 것으로 예고되었다. 2020년 10월 31일에는 리그 오브 레전드 월드 챔피언십 2020 결승전이 개최되었다.